# تياغو ماركيز ريزيند
تياغو ماركيز ريزيند هو لاعب كرة قدم برازيلي في مركز الهجوم، ولد في 3 مارس 1988 في Jataí ‏ في البرازيل. لعب مع جيجو يونايتد.

## وصلات خارجية
- تياغو ماركيز ريزيند على موقع دوري كوريا الجنوبية (الإنجليزية)
- تياغو ماركيز ريزيند على موقع قاعدة بيانات كرة القدم.إي يو (الإنجليزية)
- تياغو ماركيز ريزيند على موقع Soccerway.com (الإنجليزية)